# Christiaan Snouck Hurgronje
Christiaan Snouck Hurgronje (Oosterhout, 8 februari 1857 – Leiden, 26 juni 1936) was een Nederlands arabist en islamoloog.

## Opleiding

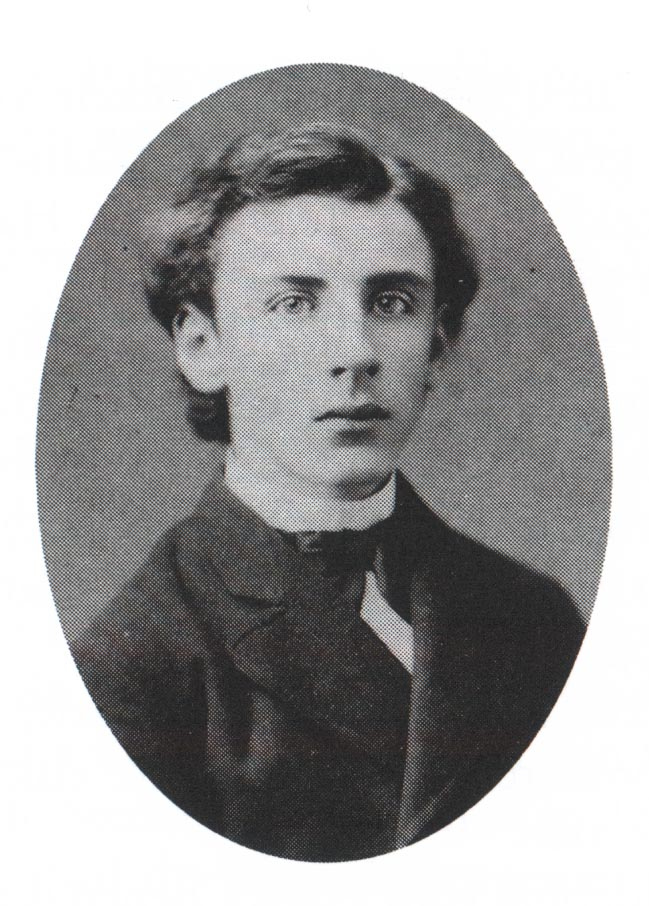
Snouck Hurgonje in jongere jaren

Snouck Hurgronje, lid van de adellijke familie Snouck Hurgronje, studeerde aan de Universiteit Leiden theologie en vooral Semitische talen. Hij promoveerde in 1880 cum laude op zijn dissertatie "Het Mekkaansche feest". Stelling XXIII daarbij beval aan dat "waar in Nederlands-Oost Indië de hadji's een nadelige invloed uitoefenen op de bevolking, daar behoort men zo gestreng mogelijk de bepalingen toe te passen, ook met het doel het aantal Mekkagangers te doen verminderen". De als lector benoemde Snouck leidde daarna Indische bestuursambtenaren op en vertrok in 1884 in opdracht van het Nederlandse Ministerie van Koloniën naar Djedda (Arabië, maar toen deel van het Ottomaanse Rijk) als voorbereiding van zijn plan om zich als moslim tijdelijk te vestigen in het voor niet-moslims ontoegankelijke Mekka.

## Moslim en onderzoeker in Mekka
Snouck had in Nederland Arabisch gestudeerd en zocht in Djedda, na zich tot moslim bekeerd te hebben en zich te hebben laten besnijden, contact met de groot-sjerief, de Turkse gouverneur, die hem weer in contact bracht met gerenommeerde schriftgeleerden uit Mekka. Snouck overtuigde hen van zijn oprechte bedoelingen als moslim, mede vanwege zijn grote kennis van de koran en werd als gevolg daarvan op 5 januari 1885 als "Abd-el Ghaffar" toegelaten tot Mekka. Hij wilde in contact komen met bedevaartgangers uit Atjeh als bijdrage aan zijn onderzoek naar de problemen van de Nederlandse regering in Atjeh, doch werd vlak vóór de eigenlijke hadj (bedevaart) in Mekka buiten zijn schuld door de Turkse gouverneur uitgewezen. Er werd voor zijn veiligheid gevreesd in verband met een dodelijk incident waarbij zijn naam ten onrechte werd genoemd. Zijn verslag over Mekka dat in 1888 onder diezelfde naam verscheen, maakte grote indruk, omdat tot dan weinig tot niets over de stad bekend was. Als arabist verwierf hij daarmee grote internationale faam.

## Spion en adviseur in de Oost
Snouck werd in Buitenzorg (huidig Bogor) aangesteld als taalambtenaar en onderzoeker van het islamitisch onderwijs. Op Sumatra en vooral in Atjeh wilde de Indische regering hem niet toelaten. Aanbiedingen om hoogleraar te worden in Leiden en Cambridge sloeg Snouck af.
In 1891 en 1892 reisde Snouck door Atjeh. Hij sprak Atjees, Maleis, Javaans en twaalf andere talen, zodat de gesprekken in zijn hoedanigheid van "Hadji Abd-el Ghaffar" met een bevolking, die deze vrome geloofsgenoot volledig vertrouwde, een betrouwbare basis vormden voor zijn rapporten aan de regering. In zijn "Verslag omtrent de religieus-politieke toestanden in Atjeh" pleitte Snouck voor goed georganiseerde systematische spionage in plaats van terreur als middel om het Nederlandse gezag te handhaven. Terreur wees Snouck af, al schreef hij dat "met de Oelama's (Schriftgeleerden) niet te onderhandelen valt daar hun leer en eigenbelang meebrengen dat zij alleen voor geweld zwichten". Snouck raadde de regering aan deze moslimleiders "zeer gevoelig te slaan".
Snouck werd in 1898 de naaste medewerker van kolonel Van Heutsz, die zich gesteld zag voor de opgave om de bevolking van Atjeh aan het Nederlandse gezag te onderwerpen. Mede dankzij de adviezen van Snouck lukte het Van Heutsz om de krijgskansen in de slepende Atjehoorlog te doen keren. Hoewel de relatie tussen Van Heutsz en Snouck Hurgronje aanvankelijk goed was, kwam daarin na verloop van tijd verandering, omdat Van Heutsz niet bereid bleek al zijn adviezen op te volgen. Van Snoucks ideaal om in Atjeh een verlicht koloniaal bestuur te vestigen kwam niets terecht.
Een in 1890 gesloten huwelijk met de dochter van de hoofdpanghoeloe van Tjiamis veroorzaakte in Nederland veel ophef. Snouck liet weten dat het huwelijk een "voorstelling" was geweest, georganiseerd om de wetenschapper de kans te geven het islamitisch huwelijksceremonieel te onderzoeken. Uit dit "onderzoek" van Snouck kwamen vier kinderen voort.
Drie jaar na het overlijden van zijn eerste echtgenote huwde Snouck in 1903 opnieuw met een inheemse vrouw. Uit dit tweede huwelijk werd in 1905 een zoon geboren.

## Hervormer en hoogleraar in Leiden

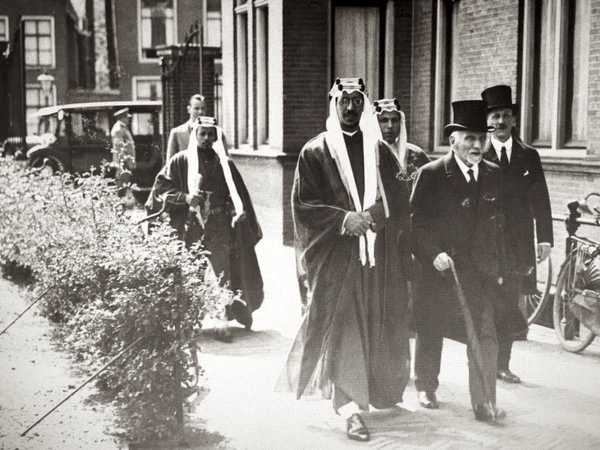
Snouck loopt met prins Saoed de Leidse universiteitsbibliotheek binnen (1936)

In 1906 keerde Snouck Hurgronje verbitterd naar Nederland terug, waar hij zich, als hoogleraar Arabisch te Leiden, aan de wetenschap ging wijden. Op 23 januari 1907 hield hij zijn inaugurele rede, getiteld Arabië en Oost-Indië. Snouck verbood zijn twee Indische families om hem ooit nog te schrijven en trouwde in 1910 met een Nederlandse. Snouck verwekte nog een kind en noemde het Christien. Snouck was in 1921 en 1922 rector magnificus van de Leidse Universiteit en ontving tal van koninklijke en wetenschappelijke onderscheidingen. Hij was commandeur in de Orde van de Nederlandse Leeuw en Grootkruis van de Orde van Oranje-Nassau, ontving in 1914 een eredoctoraat van de Rijksuniversiteit Groningen en was lid van de Koninklijke Nederlandse Academie van Wetenschappen.

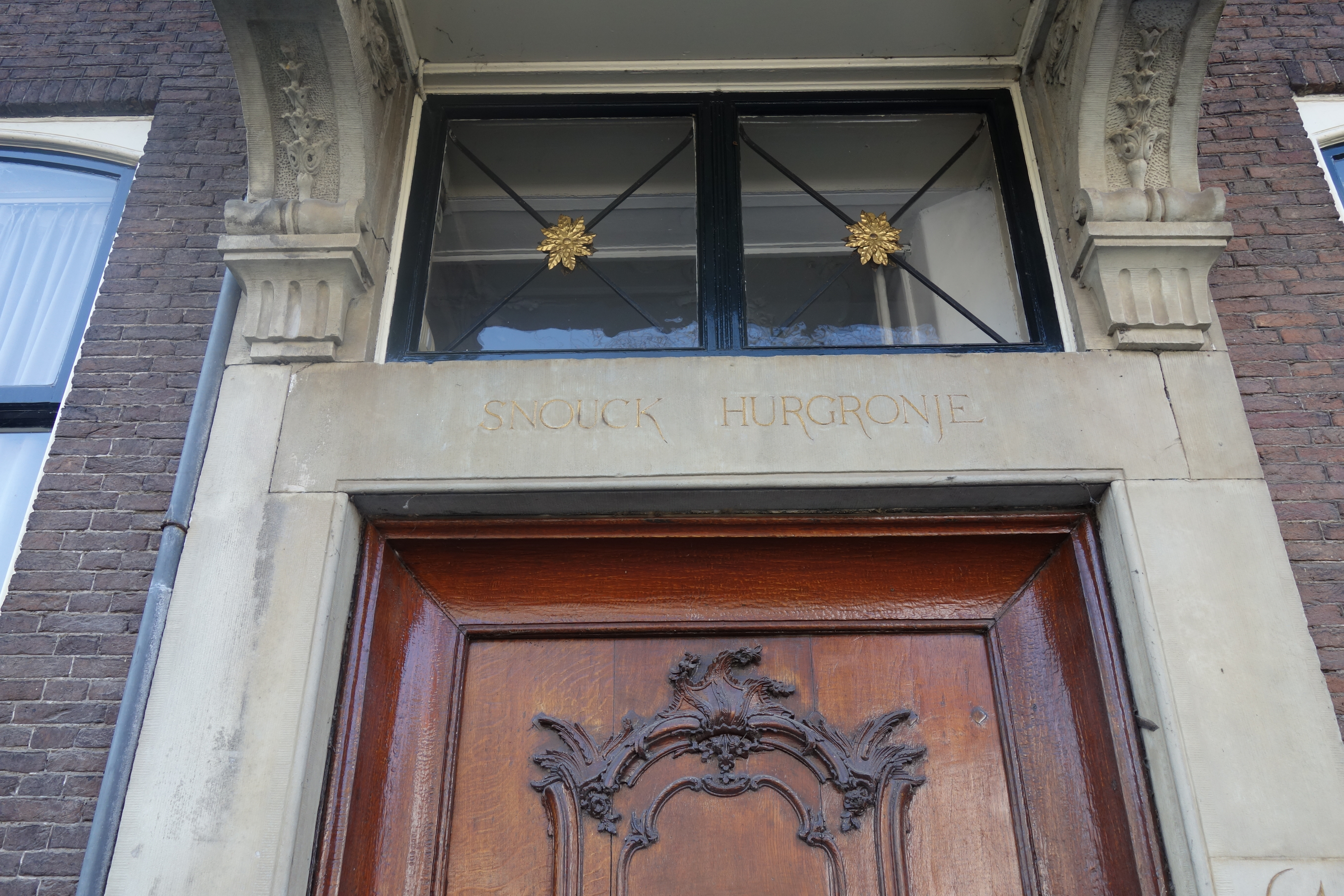
Rapenburg 61, Snouck Hurgronjehuis

In 1923 pleitte Snouck in De Gids voor een "krachtige hervorming van de staatsinrichting van Nederlands-Indië" waarbij "men moest breken met de opvatting van morele en intellectuele minderwaardigheid der inheemsen" en hun "vrije vertegenwoordigende lichamen en zo groot mogelijke autonomie" moest toestaan. De Nederlandse regering nam deze adviezen niet over. De in 1925 en 1928 ingestelde regentschapsraden op Java en Madoera veroordeelde hij als "schijnvertoning".

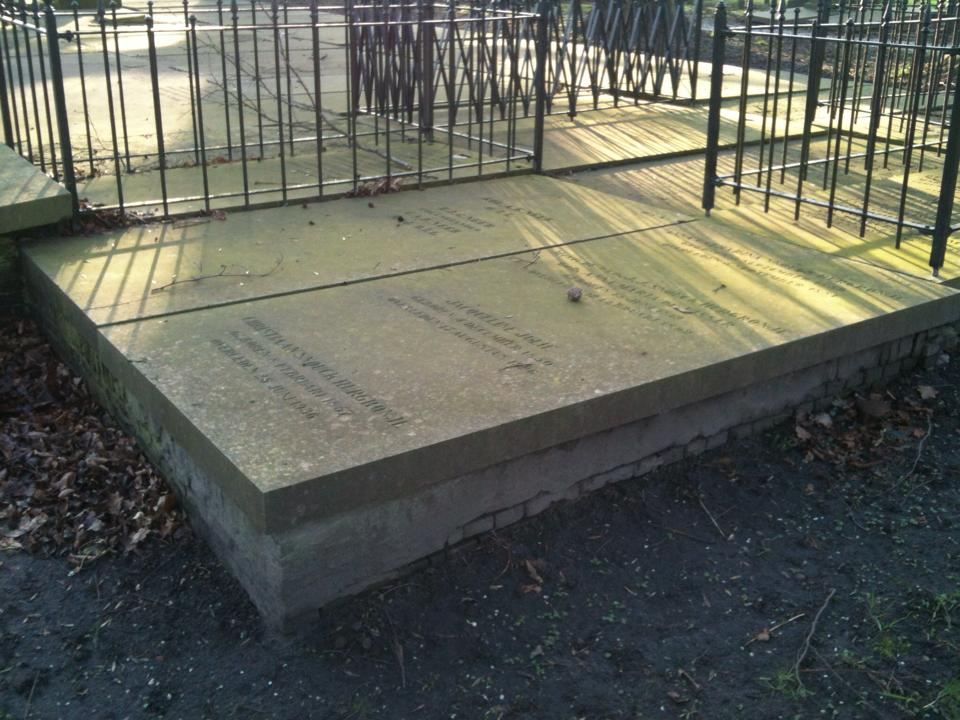
Graf van Snouck Hurgronje (Groenesteeg, Leiden)

De eigenzinnige criticus van het Nederlandse koloniale beleid werd ondanks alles in 1927, bij zijn zeventigste verjaardag en het aanstaande afscheid als hoogleraar, door een feestcomité onder voorzitterschap van prins Hendrik geëerd. Van het aan hem aangeboden geldbedrag liet hij het Oosters Instituut in Leiden oprichten. Op 9 juni 1927 gaf Snouck Hurgronje zijn laatste college; een afscheidscollege heeft hij niet gegeven. Na zijn overlijden, in 1936, werd zijn woning op Rapenburg 61 te Leiden overgedragen aan het Leids Universiteits Fonds. Het fonds zetelde hier tot 2017. Na de verhuizing verkocht het fonds het huis. De opbrengst werd gebruikt om een subsidie en prijs in te stellen, vernoemd naar Snouck Hurgronje. De subsidie is bestemd voor een interfacultair onderzoeks- of onderwijsproject en de prijs is bedoeld als ondersteuning voor vernieuwende initiatieven vanuit de studentengemeenschap.
Het archief en de correspondentie van Snouck Hurgronje zijn beschikbaar bij de Universiteitsbibliotheek Leiden en digitaal beschikbaar via Digital Collections.
Snouck Hurgronje is begraven op Begraafplaats Groenesteeg in Leiden.

## Trivia
In wijk Slotervaart in Amsterdam Nieuw-West bestond van 1957 tot 2021 het Christiaan Snouck Hurgronjehof, dat naar hem vernoemd was.

## Selecte bibliografie
- Het Mekkaansche feest. Leiden: E.J. Brill, 1880 (proefschrift).
- Mekka. 's Gravenhage: Martinus Nijhoff (2 dln.), 1888.
- "Een Mekkaansch gezantschap naar Atjeh in 1683". Bijdragen tot de Taal-, Land- en Volkenkunde van Nederlandsch Indië, deel 37, 1888.
- De Atjehers. Leiden: E.J. Brill (2 dln.), 1893-1894.
- Het Gajōland en zijne bewoners. Batavia: Landsdrukkerij, 1903.
- Nederland en de Islâm. Vier voordrachten, gehouden in de Nederlands-Indische Bestuursacademie. Leiden: Brill, 1911.
- Mohammedanism. Lectures on its Origin, its Religious and Political Growth, and its Present State. New York and London: G.P. Putnam's Sons, 1916.
- "Vergeten Jubilée's", in: De Gids 1923.
- Verspreide geschriften. Leiden: E.J. Brill (6 dln.), 1923-1927.
- Mekka in de tweede helft van de negentiende eeuw; schetsen uit het dagelijks leven (Vertaald uit het Duits en ingeleid door Jan Just Witkam). Amsterdam/Antwerpen: Atlas, 2007.